# Sven-Ove Svensson
Sven-Ove Svensson (* 9. Juni 1922; † 21. Dezember 1986) war ein schwedischer Fußballspieler.

## Laufbahn
Svensson, der mit dem Spitznamen „SOS“ bedacht wurde, spielte für Helsingborgs IF in der Allsvenskan. 1951 debütierte der Mittelfeldspieler in der schwedischen Nationalmannschaft. Drei Jahre später wurde er mit dem Guldbollen als Schwedens Fußballer des Jahres ausgezeichnet. Bis 1956 bestritt er 31 Länderspiele, ehe seine Karriere abrupt endete. Ein Meniskusschaden wurde falsch behandelt, so dass Svensson nicht mehr Fußball spielen konnte. Damit war der Traum von der Weltmeisterschaft im eigenen Land ausgeträumt.